# 沈宝昌 (1952年)
沈宝昌（1952年4月—），男，河北顺平人，生于北京，中华人民共和国政治人物。在职研究生学历。曾任第十届全国人大代表、北京市政协副主席。

## 生平
沈宝昌1969年2月参加工作，1972年6月成为中国共产党党员。沈宝昌早年在北京市二轻局宣传处工作，任干事。后调入北京市政府研究室，长期在市政府研究室工作，历任社会处干事、副处长，城建处处长、办公室主任、综合处处长，市政府研究室副主任。之后，他调任北京市人民政府副秘书长。后返回市政府研究室工作，出任研究室主任、党组书记。之后，沈宝昌被任命为北京市发展计划委员会党组书记、主任。2003年，他被任命为中共北京大兴区委书记。2008年1月，他改任北京市政协副主席。2014年12月他被选为北京市社会科学界联合会主席。2016年1月，沈宝昌卸任北京市政协副主席。